# Lenie de Nijs
Helena Elisabeth de Nijs, més coneguda com a Lenie de Nijs   (Hilversum, abril 1939 - Torroella de Montgrí, 22 de gener de 2023) va ser una nedadora neerlandesa ja retirada, especialista en estil lliure i esquena, que va competir durant la dècada de 1950.
El juliol i agost de 1955 millorà tres rècords del món d'estil lliure, en els 1.500 metres, 880 iardes i 1.760 iardes. Després es va passar a la modalitat d'esquena, guanyant tres títols nacionals dels 100 metres (1956, 1957 i 1958) i establint rècords mundials en els 200 metres esquena (1957) i 4x100 mestres estils (1956 i 1958). Es va classificar per als Jocs Olímpics d'Estiu de 1956, però no va poder participar-hi a causa del boicot que els Països Baixos van efectuar-hi, com a protesta per la invasió soviètica d'Hongria.
Després de retirar-se de la natació es va casar amb el waterpolista neerlandès Harry Vriend el 4 d'octubre de 1963. La seva germana petita Judith també fou una destacada nedadora.